# Бороданово
Бороданово (укр. Бороданове) — село,
Коровинский сельский совет,
Недригайловский район,
Сумская область,
Украина.
Код КОАТУУ — 5923583402. Население по переписи 2001 года составляло 9 человек.
Найдена на трехверстовке Полтавской области. Военно-топографическая карта.1869 года как хутор Лаврики(Борадонев)

## Географическое положение
Село Бороданово находится в 5-и км от левого берега реки Сула.
На расстоянии в 1 км расположено село Зелёный Гай, в 4-х км — село Коровинцы.
По селу протекает пересыхающий ручей с запрудой.
Рядом проходит автомобильная дорога Н-07.